# Muğancıq Müslüm
Muğancıq Müslüm är en ort i Azerbajdzjan.   Den ligger i distriktet Nachitjevan, i den västra delen av landet, 400 km väster om huvudstaden Baku. Muğancıq Müslüm ligger 822 meter över havet och antalet invånare är 728.
Terrängen runt Muğancıq Müslüm är platt åt sydväst, men åt nordost är den kuperad. Närmaste större samhälle är Dyudengya, 3,3 km nordväst om Muğancıq Müslüm.
Trakten runt Muğancıq Müslüm består till största delen av jordbruksmark. Runt Muğancıq Müslüm är det ganska tätbefolkat, med 90 invånare per kvadratkilometer.